# Céline Magnéché Ndé Sika
Céline Clémence Magnéché Ndé Sika, née le 22 octobre 1967 à Dschang, est une autrice, enseignante d'université et philanthrope camerounaise. Elle est l'auteure de deux romans en français et de recueils de contes et poèmes en espagnol.

## Biographie

### Enfance et débuts
Céline Clémence Magnéché Ndé Sika est née le 22 octobre 1967 à Dschang dans la région de l'Ouest au Cameroun. Elle grandit au Cameroun où elle fait ses études primaires, secondaires, puis universitaires. Après l'obtention de ses diplômes (professeure des lycées d'enseignement général, Licence et Maitrise en langue, littérature et civilisation espagnoles) à l'Ecole Normale Supérieure de Yaoundé et à l'Université de Yaoundé I au Cameroun, elle quitte son pays natal pour l'Espagne où elle obtient un Doctorat en Philologie hispanique à l'Université de Saragosse en 2001.Elle est également titulaire d'un Diplôme d'Etudes Avancées (DEA, 2008) en Women' Studies de l’université de Valladolid.

### Carrière
Céline Magnéché Ndé Sika a enrichi le paysage éducatif en tant qu'enseignante à l’université de Dschang pendant plusieurs années. Son parcours international l'a ensuite menée au Burkina Faso (2005-2009) où elle enseigne l'espagnol au Lycée Français Saint Exupéry. En 2009, elle a poursuivi son engagement pédagogique au Kenya, enseignant le français et l'espagnol à l'International School of Kenya. Forte d'une soif d'apprendre et d'explorer de nouveaux horizons, elle s'envole pour le Canada en 2013, où elle entreprend des études en tourisme et gestion hôtelière à Selkirk College en Colombie Britannique. Cette formation lui permet ensuite de mettre ses compétences en pratique au Delta Grand Okanagan Hotel, un établissement hôtelier de renom au Canada, pendant deux ans. En 2017, elle retourne au Kenya où elle réintègre l'International School of Kenya pour y enseigner à nouveau le français et l'espagnol, ainsi qu'au Lycée Français Denis Diderot. En Juin 2022, elle retourne à Ouagadougou au Burkina Faso.
Parallèlement à sa carrière dans l'enseignement, Céline Clémence Magnéché Ndé Sika est une auteure prolifique qui a publié trois ouvrages dont deux romans poignants et un recueil enchanteur de contes africains en espagnol. 
Ses romans explorent avec profondeur et sensibilité l'univers féminin. Son premier roman, Me llamo Kanebe, publié en 2019 (Caligrama, Sevilla, Espagne), dresse le portrait de Kanebe, une femme déterminée à briser les chaînes patriarcales pour affirmer son identité et réaliser son plein potentiel, un défi qu'elle relève avec force malgré les nombreux obstacles semés sur son chemin.
En 2021, elle publie Les combattantes (Librinova, Paris; Editions Proximité, Yaoundé, Cameroun, 2024), un roman puissant qui interroge la brutalité des dynamiques de genre en Afrique, en particulier au sein du couple. À travers les récits poignants de femmes qui luttent contre un système social oppressif et profondément enraciné, l'auteure met en lumière leur résilience indomptable et leur inextinguible soif de liberté. Au coeur de ces voix se trouve Talissa, une femme animée d'un désir ardent d'indépendance et d'épanouissement dans une société où les valeurs patriarcales sont fortement ancrées,, et où toute tentative de transgression se heurte à de sévères sanctions. 
Céline Magnéché Ndé Sika a également collaboré à des publications poétiques avec des collègues enseignants camerounais et à des ouvrages de développement personnel avec des consœurs américaines, témoignant de la diversité de ses centres d'intérêt et de son engagement intellectuel. 

### Activité parallèles
Céline Magnéché Ndé Sika commence ses activités de développement communautaire en 1996 avec son époux et un groupe de voisins. Ils impulsent la création d'une coopérative d’épargne et de crédit (Coopérative d'Epargne et de Crédit de Banéghang) pour faciliter l’accès des populations de leur commune au financement dont elles ont besoin pour créer des activités génératrices de revenus[réf. nécessaire].
Elle est la promotrice et directrice de l'AFFAMIR (Association pour le bien-être de la Femme et des Familles du Milieu Rural), une organisation non gouvernementale à but non lucratif créée en 2002 et basée à Bansoa dans l'arrondissement de Penka-Michel (Ouest du Cameroun), dont le but est d’accompagner les efforts de développement des populations de cette commune rurale et du Cameroun en général. 
A travers son association, elle milite pour un accès de tous les enfants à une éducation de qualité dans un environnement sain, sûr, propre et moderne, ainsi que pour une équité menstruelle dans son pays. Pour atteindre cet objectif, elle a créée deux écoles maternelles et primaires où chaque année depuis 2003, un peu plus de 500 enfants sont encadrés par des enseignants dont les capacités sont renforcées chaque année afin qu'ils puissent accompagner le processus d'apprentissage des enfants avec de meilleurs résultats. Elle a également initié en 2021 un projet visant à produire et distribuer des serviettes menstruelles lavables et réutilisables. Le volet éducatif de ce dernier projet consiste à faciliter l'accès des enfants à l'information dont ils ont besoin pour comprendre leur corps et ce qui lui arrive à la puberté, et mieux gérer leur santé et hygiène menstruelle.  
En 2022, elle met un terme à sa carrière d’enseignement  pour se consacrer entièrement à l'écriture, la gestion de son association et ses projets de développement.

### Vie personnelle
Céline Magnéché Ndé Sika est mariée et mère de deux enfants.

## Publications
- Céline Magnéché Ndé Sika, ¿Verdad que esto ocurrió? Cuentos orales africanos, Páginas de Espuma, Madrid, 2004, 224 pages,  (ISBN 978-84-95642-39-4)[10]
- Céline Magnéché Ndé Sika  Me llamo Kanebe, Caligrama, Sevilla, Espagne, 2019.
- Céline C. Magneche Nde Sika, Cicatrices, Les Éditions du Schabel, 2019 (ISBN 978-9956-637-60-7)
- Céline Magnéché Ndé Sika  Les combattantes, Librinova, Paris, France, 2021, 384 pages  (ISBN 9791026262510).
- Céline Magnéché Ndé Sika  Les Combattantes, Proximité, Yaoundé, Cameroun, 2024.
- Narcisse Fomekong Djeugou, Anthología de voces camerunesas de expresión española : entre oralidad y lírismo, 2020[11].
- Narcisse Fomekong Djeugou, Oralidad y lirismo. Antologia de literatura hispanocamerunesa, Sial/Casa Africa, 2008.
- Equinoccio, Puentepalo, Las Palmas de Gran Canaria, Espagne, 2007.
- El carro de los Dioses, Puentepalo, Las Palmas de Gran Canaria, Espagne, 2008.
- How to survive when your ship is sinking: Watering Life's Storms, Professional Woman Publishing, Prospect, 2012.
- Leaders in Pearls : How to be a change Architect, Professional Woman Publishing, Prospect, 2012.
- Releasing Strongholds: Letting go of what is holding you back, Professional Woman Publishing, Prospect, 2012